# 85º Campeonato Brasileiro Absoluto de Xadrez
O 85º Campeonato Brasileiro Absoluto de Xadrez foi uma competição de xadrez organizada pela CBX referente ao ano de 2018. A fase final foi disputada na cidade de Natal (RN) entre os dias 29 de janeiro e 7 de fevereiro de 2019. O campeão foi o MI Roberto Junio Brito Molina.